# Plateumaris balli
Plateumaris balli är en skalbaggsart som beskrevs av Askevold 1991. Plateumaris balli ingår i släktet Plateumaris och familjen bladbaggar. Inga underarter finns listade i Catalogue of Life.